# Metropolitan Borough of Stoke Newington

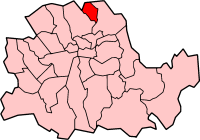
Lage von Stoke Newington im früheren County of London

Der Metropolitan Borough of Stoke Newington war ein Bezirk im Ballungsraum der britischen Hauptstadt London mit dem Status eines Metropolitan Borough. Er existierte von 1900 bis 1965 und lag im Norden der ehemaligen Grafschaft County of London.

## Geschichte
Stoke Newington war ursprünglich ein Civil Parish in der Grafschaft Middlesex. Ab 1855 gehörte die Gemeinde zum Einzugsgebiet des Zweckverbandes Metropolitan Board of Works. 1889 gelangte Stoke Newington zum County of London. Auf dem Gebiet dieser Gemeinde gab es drei Exklaven mit einer Gesamtfläche von 0,9 km². Diese bildeten die Gemeinde South Hornsey, die vorerst weiterhin bei Middlesex verblieb. Im Jahr 1900 wurden Stoke Newington und South Hornsey schließlich zu einem Metropolitan Borough fusioniert.
Bei der Gründung von Greater London im Jahr 1965 entstand aus der Fusion der Metropolitan Boroughs Hackney, Shoreditch und Stoke Newington der London Borough of Hackney.

## Statistik
Die Fläche betrug 865 Acres (3,50 km²). Die Volkszählungen ergaben folgende Einwohnerzahlen:
Frühere Gebiete zusammengefasst:
| Jahr      | 1801  | 1811  | 1821  | 1831  | 1841  | 1851  | 1861   | 1871   | 1881   | 1891   |
| Einwohner | 1.984 | 2.758 | 3.360 | 4.192 | 5.522 | 6.134 | 11.297 | 17.452 | 37.561 | 47.828 |

Metropolitan Borough:
| Jahr      | 1901   | 1911   | 1921   | 1931   | 1951   | 1961   |
| Einwohner | 51.247 | 50.659 | 52.172 | 51.208 | 49.136 | 52.301 |